# Carola von Kessel
Carola von Kessel (* 1969 als Carola Nowak in München) ist eine deutsche Journalistin und Kinderbuchautorin.

## Werdegang
Nach dem Abitur studierte Soziologie in München und arbeitete dann als Redakteurin und Lektorin. In dieser Zeit schrieb sie ihre ersten Kinderbücher zu Kinder-Fernsehserien wie Wickie, Biene Maja und Tabaluga. Seit 2002 ist von Kessel als freie Journalistin und Autorin tätig. Sie lebt mit ihrer Familie am Niederrhein.

## Werke (Auswahl)

### Kinderromane
- Merle & Max. Band 1 bis 9
- Die total verhexte Reitschule. Band 1 bis 8
- Ballettinternat Mariental, Der Wettbewerb. ISBN 978-3-570-13238-8.
- Wendy, Feuer auf der Pferderanch. ISBN 978-3-505-12342-9.

### Bücher für Leseanfänger
- Tiergeschichten. ISBN 978-3-8155-7544-4.
- Rittergeschichten. ISBN 978-3-8155-7531-4.
- Hexengeschichten. ISBN 978-3-8155-7543-7.
- Pferdegeschichten. ISBN 978-3-8155-7537-6.
- Yakari, Indianerabenteuer für Erstleser. ISBN 978-3-86318-343-1.
- Wendy, Rettung in letzter Sekunde. ISBN 978-3-8499-0423-4.
- Wendy, Voller Einsatz für Dixie. ISBN 978-3-8499-0424-1.
- Yakari, Neue Abenteuer zum Lesenlernen. ISBN 978-3-86318-216-8.
- Playmobil, Wirbel um das Fohlen vom Reiterhof. ISBN 978-3-944107-42-4.
- Schönste Schulgeschichten. ISBN 978-3-86885-171-7.
- Kleiner Roter Traktor, Alles wird gut. ISBN 978-3-86606-441-6.

### Vorlesebücher
- Kindergartengeschichten. ISBN 978-3-8499-0767-9.
- Prinzessinnengeschichten. ISBN 978-3-8499-0766-2.
- Yakari, Schlaf gut, kleiner Indianer. ISBN 978-3-86318-181-9.
- Die Biene Maja, Echte Freunde. ISBN 978-3-86775-257-2.
- Heidi, Ein Zuhause für Heidi. ISBN 978-3-86775-255-8.
- Tabaluga, Drachen weinen nicht. ISBN 978-3-86775-258-9.
- Wickie und die starken Männer, Das Versprechen. ISBN 978-3-86775-256-5.

### Kinderbeschäftigung
- Das Knotenbuch für Kinder. ISBN 978-3-89777-757-6.
- Die schönsten Zaubertricks. ISBN 978-3-89777-498-8.
- Benjamin Blümchen, Komm mit in die Vorschule – Buchstaben. ISBN 978-3-86606-369-3.
- Benjamin Blümchen, Komm mit in die Vorschule – Zahlen, Formen und Farben. ISBN 978-3-86606-384-6.
- Die schönsten Hüpfspiele. ISBN 978-3-89777-315-8.
- Die schönsten Würfelspiele. ISBN 978-3-89777-332-5.

### Sachbücher
- Auf dem Bauernhof. 2012, ISBN 978-3-86233-973-0.
- Pferde und Ponys. 2012, ISBN 978-3-86233-977-8.
- Pferde, Pferde, Pferde. 2005, ISBN 3-275-01544-3.
- Pferde & Ponys. 2006, ISBN 3-89777-310-4.
- Pferdepflege. 2006, ISBN 3-89777-312-0.
- Pferdesprache. 2006, ISBN 3-89777-313-9.